# CarX Drift Racing Online
CarX Drift Racing Online — многопользовательская онлайн гоночная игра про дрифт, разработанная и изданная российской компанией CarX Technologies. Мировой релиз игры на PC состоялся 17 ноября 2017 года. 12 декабря 2019 года CarX Drift Racing Online вышла на PlayStation 4, а годом позже, 9 сентября 2020 года игра стала доступна на Xbox. 24 июня 2021 года CarX Drift Racing Online также вышла на Nintendo Switch. CarX Drift Racing Online является одной и самых играемых гоночных игр в Steam в марте 2024 года. 
27 марта 2025 года команда CarX Technologies официально заявила об активной разработке сиквела CarX Drift Racing Online 2 .

## Игровой процесс
| Системные требования | Системные требования                              | Системные требования                              |
| -------------------- | ------------------------------------------------- | ------------------------------------------------- |
|                      | Минимальные                                       | Рекомендуемые                                     |
| Windows              |                                                   |                                                   |
| ОС                   | Windows 7, 8, 10                                  | Windows 7, 8, 10                                  |
| ЦПУ                  | Intel i5 4590 или AMD Ryzen3 1200                 | Intel® Core™ I5-8300H @ 2.30GHz                   |
| Объём ОЗУ            | 4 GB                                              | 8 GB                                              |
| Место на диске       | 6 GB                                              | 6 GB                                              |
| Видеокарта           | 2 GB (GeForce 950GT / AMD R9 270)                 | Nvidia GeForce 1050GTX 4 Gb                       |
| Звуковая плата       | Звуковое устройство, совместимое с DirectX® 11    | Звуковое устройство, совместимое с DirectX® 11    |
| Сеть                 | Для активации игры необходимо интернет-соединение | Для активации игры необходимо интернет-соединение |

В CarX Drift Racing Online нет сюжета или режима истории: прогресс игрока достигается путём повышения уровня и заработка внутриигровой валюты, которая используется для покупки новых автомобилей, разблокировки локаций и элементов кастомизации и тюнинга. С выходом обновления 2.18.0 в игру была также введена система квестов, требующая от игроков выполнения разнообразных заданий для получения доступа к дополнительному игровому контенту.

### Игровые режимы
В CarX Drift Racing Online доступны несколько многопользовательских игровых режимов: Чемпионат Топ-32 и Онлайн-лобби. В режиме онлайн-лобби игроки могут свободно передвигаться по карте с другими игроками.
Чемпионат Топ-32 — это соревновательный режим, являющийся аналогом официального соревнования по дрифту. Таблица чемпионата формируется после квалификационных парных заездов, а участники продвигаются через этапы к финалу.
CarX Technologies разработала 100 балльную систему электронного судейства по секторам — CarX XDS, созданную по аналогии с судейством в профессиональных соревнованиях по дрифту. CarX XDS учитывает различные аспекты дрифта, такие как расстояние между углами, угол дрифта, скорость и коррекции.
Одиночный режим дрифта — позволяет игрокам изучать и тренироваться на картах, стараясь заработать определённое количество очков дрифта для получения золотой, серебряной или бронзовой медали.
Одиночный режим атаки на время — вызывает игрока проходить выбранную карту как можно быстрее.

### Игровой контент
CarX Drift Racing Online предлагает большой автопарк, включающий 114 автомобилей. В игру был добавлен первый в мире гиперкар, созданный для дрифта — Flanker F. Также в игре есть 2 автомобиля японской гонщины Саяки Шимоды.
Все автомобили подлежат настройке и модификации в соответствии с предпочтениями игрока. Кастомизация автомобиля представляет собой обширную и разнообразную систему: игроки могут выбирать между целыми обвесами или отдельными спойлерами, порогами, передними и задними бамперами, фарами и дисками. Кроме того, имеется возможность кастомизации салона автомобиля: игрок может подбирать сидения, рули, ручки тормоза и переключения передач, а также устанавливать роликовую клетку.
Что касается тюнинга, CarX Drift Racing Online предлагает широкий выбор деталей для обновления и модификации автомобилей. В игре также есть диностенд, который позволяет устанавливать игрокам более точные значения.
CarX Drift Racing Online также имеет редактор ливрей, который позволяет игрокам создавать собственные дизайны, используя внутриигровые винилы, разделённые на различные категории: простые формы, буквы, геометрию и различные изображения.
Кроме того, игроки имеют возможность обмениваться своими дизайнами и настройками с другими участниками через специализированные мастерские по кастомизации.

### Карты и трассы
Помимо игровых трасс в игре представлены 3D-модели реальных гоночных треков: ATRON International Circuit, Красное кольцо, NRing и Mondello Park.
Всего в игре доступно 19 карт, но с выпуском обновления 2.19.0 была добавлена поддержка пользовательских трасс, позволяющая игрокам загружать свои трассы через Steam Workshop. Для некоторых соревновательных режимов игры, трассы разбиты на отдельные участки — конфигурации.

## Киберспорт
По игре CarX Drift Racing Online Департамент спорта города Москвы и Федерация Компьютерного Спорта регулярно проводят чемпионаты по онлайн-дрифту «Московский киберспорт».

## Продажи
Летом 2018 года, благодаря уязвимости в защите Steam Web API, стало известно, что точное количество пользователей сервиса Steam, которые играли в игру хотя бы один раз, составляет 92 953 человек.